# Big Spin
Pandemonium (eerder: Big Spin en Tony Hawk's Big Spin) is een stalen draaiende achtbaan in meerdere attractieparken van Six Flags.
De achtbaan is 411,8 m lang, heeft een topsnelheid van 50 km/u en gaat 16,2 meter hoog. De attractie staat in vijf Six Flags attractieparken. In eerste instantie wilde Six Flags de achtbaan alleen in Six Flags Fiesta Texas plaatsen, maar vanwege de positieve reacties werd de achtbaan ook in andere parken gebouwd.